# Lý Hồng Chương
Lý Hồng Chương (giản thể: 李鸿章; phồn thể: 李鴻章; bính âm: Lǐ Hóngzhāng; Wade–Giles: Li Hung-chang, 1823 – 1901) là một đại thần triều đình nhà Thanh trong lịch sử Trung Quốc. Ông là người tỉnh An Huy, xuất thân gia đình quan lại. Trong cuộc đời quan trường của mình ông đã thành lập Hoài quân tham gia cùng với Tăng Quốc Phiên, Tả Tông Đường trấn áp phong trào Thái Bình Thiên Quốc. Vì có công lao to lớn, ông được bổ nhiệm làm Tổng đốc Hồ quảng, Tổng đốc Trực Lệ kiêm Bắc Dương đại thần, Tổng đốc Lưỡng Quảng, Túc Nghị Nhất đẳng Bá.
Lý Hồng Chương tên tự là Thiếu Thuyên, người huyện Hợp Thi, tỉnh An Huy, xuất thân từ một gia đình giàu có, đậu tiến sĩ đời Đạo Quang đã từng được bổ nhiệm chức Đạo đài tỉnh Phúc Kiến, Tăng Quốc Phiên nghe tiếng Chương đa tài, vời vào làm mạc khách, sau đó tiến cử về triều.

## Thành lập Hoài quân
Tăng Quốc Phiên sai Lý Hồng Chương quay về chiêu mộ đạo quân nghĩa dũng, chiếu theo bình chế Tương quân lúc trước mà tổ chức, để huấn luyện cho nghĩa quân vùng Hoài, Từ. Phiên lại chọn mấy tay danh tướng của Tương quân như Trình Học Khải, Quách Tùng Lâm để giúp Chương. Lý Hồng Chương sau khi tuyển mộ dân binh, hết tâm huấn luyện tổ chức thành một đại đội hương dũng quân gọi là Hoài quân, dùng làm hậu ứng cho Tương quân. Tháng 2 năm Đồng Trị nguyên niên (1862), Chương đem quân Hoài dũng đến An Khánh, Tăng Quốc Thuyên cùng với em là Tăng Quốc Bảo cũng đem quân Tương dũng kéo sang.
Với sự trợ giúp của đoàn quân Thường Thắng có người ngoại quốc cầm đầu, vốn đã được tổ chức trước khi ông được phái tới Thượng Hải trong năm 1862, họ Lý đã tái chiếm tỉnh Giang Tô trong vòng hai năm và được triều đình bổ nhiệm Tuần phủ Giang Tô, tạo điều kiện thuận lợi cho sự chiếm giữ sau rốt thành Nam Kinh.
Ông cũng đã dẹp tan được quân Niệm nổi loạn trong năm 1868 sau khi hơn hai mươi viên chỉ huy quân sự khác đã thất bại. Khi ông được lệnh tiễu trừ giặc Niệm vào năm 1865, Hoài Quân của ông đã hoàn toàn được trang bị bằng súng và đại pháo của Tây phương.
Sự thành công về quân sự mà ông có được một phần cũng là nhờ ảnh hưỏng của người bảo trợ cho ông, Tăng Quốc Phiên, người đã giúp ông tổ chức Hoài quân theo khuôn mẫu Tương quân. Hoài quân của Lý Hồng Chương trở thành một đạo quân thiện chiến với 25000 người trong thời gian nửa cuối thế kỷ XIX với các chỉ huy nổi tiếng như Lưu Minh Truyền (về sau làm Tuần phủ Đài Loan), Đinh Nhữ Xương (về sau làm Đô đốc Hải quân Bắc Dương), Trương Thụ Thanh (về sau làm Tổng đốc Lưỡng Quảng), Phan Đình Tân (về sau làm Tuần phủ Quảng Tây), Trình Học Khải... Đây là nền tảng để nhà Thanh thực hiện cải cách trong xây dựng lực lượng quân đội mới còn gọi là Tân quân vào cuối đời nhà Thanh. Lực lượng Hoài quân còn được Lý Hồng Chương sử dụng vào các cuộc chiến tranh Trung Pháp năm 1884 - 1885, Chiến tranh Trung Nhật tại Triều Tiên cho đến khi bị giải thể năm 1895.

## Đóng góp

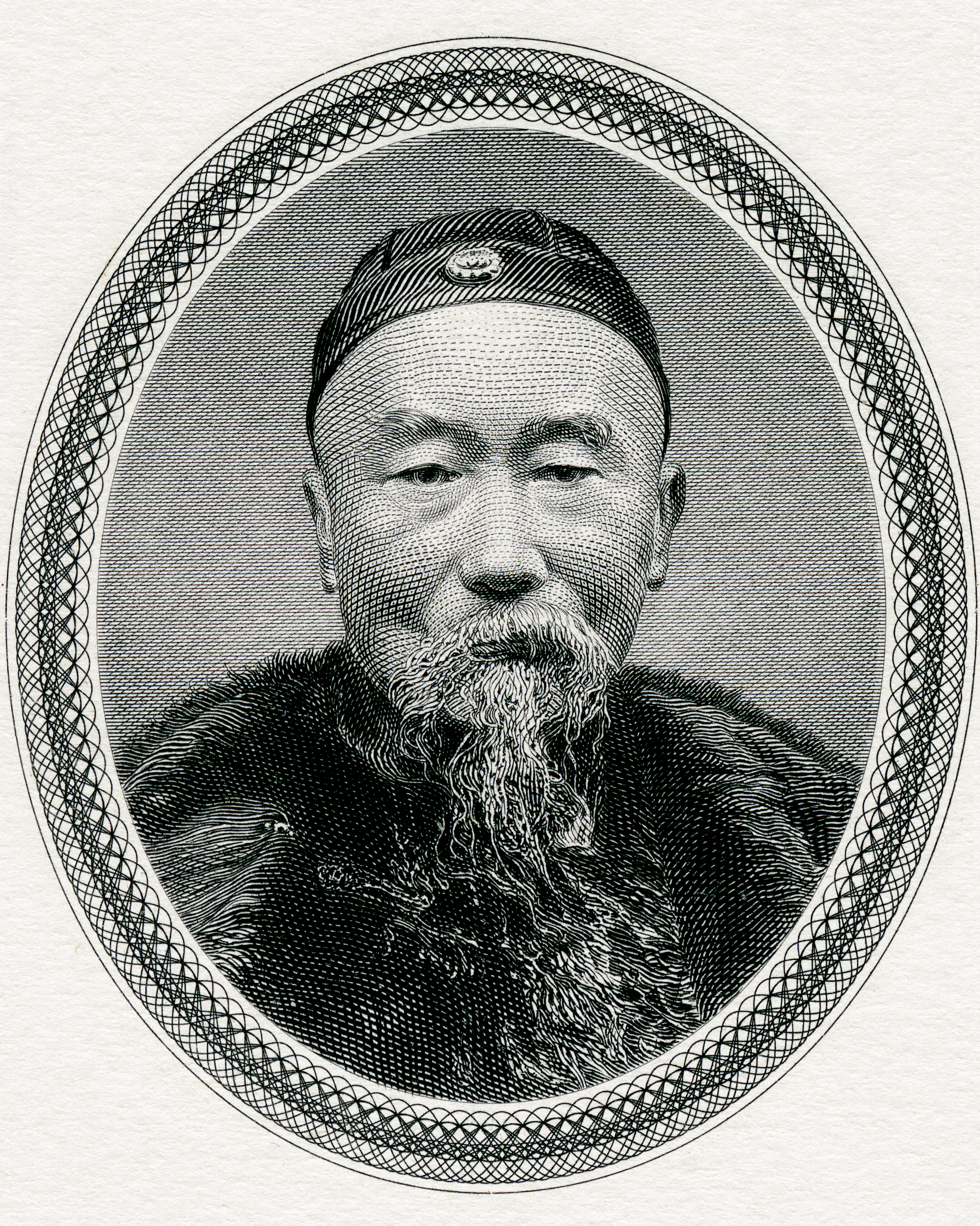

Ông là người có thế lực lớn trong triều đình, thâu tóm cả ngoại giao, nội chính, quân sự. Trong thời gian tham chính, ông đóng vai trò lớn trong phong trào vận động Dương vụ giai đoạn hai từ năm 1872 đến năm 1894 với việc thành lập các cơ quan dịch vụ và công nghiệp theo kiểu Tây phương như: Cục Pháo binh và Tổng cục Chế tạo cơ khí Giang Nam ở Thượng Hải, Cục làm pháo Tây Dương ở Tô Châu, Cục Cơ khí Kim Lăng ở Nam Kinh, thành lập Hải quân Bắc Dương hiện đại năm 1871.., Tổng y viện thuộc Hải quân Bắc Dương.
Thực hiện chủ trương quan đốc thương bản, ông đã yểm trợ cho các thương nhân như Thịnh Tuyên Hoài (sau này là Bộ trưởng Bộ Giao thông năm 1902), Trịnh Quan Ứng, Đường Đình Thục thành lập các xí nghiệp (công ty) như Luân thuyền Chiêu thương cục năm 1872, Cục Bưu điện năm 1882, Mỏ than Khai Bình, Gang thép Đại Dã, Mỏ than Bình Hương, Xí nghiệp vải sợi Thượng Hải. 
Giúp việc cho ông có nhiều người đã du học nước ngoài như Ngũ Đình Phương, Mã Kiến Trung, Luo Fenglu.
Năm 1865, ông mua lại một nhà máy gang của Công ty Thos Hunt & Co (Hoa Kỳ) tại Thượng Hải với giá trị 6 vạn lạng bạc và tự hào là " máy móc dùng để chế tạo máy móc" vì có thể chế được nhiều loại máy khác. Theo bản tâu của ông lên Hoàng đế, người Trung Hoa có thể bắt chước và chế tạo bất cứ máy móc nào họ cần mà không lo gì về việc người ngoại quốc cản trở. Tuy nhiên ông cũng đề cập riêng trong lời tâu là vào giai đoạn này cần ưu tiên chế tạo vũ khí. Sau khi kết hợp với các cơ xưởng ông đang có ở Thượng Hải bao gồm 1 nhà máy sản xuất súng và pháo, ông đặt tên là Tổng cục Chế tạo Giang Nam là kỹ nghệ quân sự lớn nhất Trung Hoa hồi thập niên 1860. Ngân sách dành cho Tổng cục Chế tạo cơ khí Giang Nam này dựa vào nguồn thu của Tổng thuế vụ ty và ngân sách được cấp cho Hoài quân. Về sau ngân sách hàng năm dành cho công xưởng này lên tới 40 vạn lạng bạc. Trong công xưởng còn có trường biên dịch tài liệu, ngoại ngữ có tên gọi là Quảng Phương viện quán, xưởng máy, trường dạy kỹ thuật. Giám đốc đầu tiên là Đinh Nhữ Xương, sau này trở thành Đô đốc Hạm đội Bắc Dương. Đến năm 1892, diện tích công xưởng lên đến 73 mẫu Anh, với 1974 gian nhà xưởng và 2982 nhân công.
Cũng thời gian đó, ông di chuyển cơ xưởng ở Tô Châu xuống Nam Kinh, đặt tên là Công xưởng Kim Lăng và cũng bành trướng lớn. Hai năm sau, một xưởng tương tự như Giang Nam Công xưởng được dựng lên ở Thiên Tân gần Bắc Kinh, cũng do ông trông coi khi ông được bổ nhiệm làm Tổng đốc Trực Lệ năm 1870.
Từ đó, nhiều cơ xưởng tầm cỡ khác nhau được xây tại các thủ phủ và tỉnh lỵ như Lan Châu, Hán Dương. Đa phần công nghệ sản xuất vũ khí được du nhập từ các nước Anh, Pháp, Đức với các kiểu đại bác Krupp, Nordenfelt, súng máy Maxim, súng ngắn Mauser, súng trường Remington.
Lý Hồng Chương đề nghị thành lập các lữ đội phòng thủ tại các hải cảng chiến lược và khu vực duyên hải. Đồng thời, ông đưa ý kiến kiến tạo 3 hạm đội lấy tên là Bắc Dương, Nam Dương và Đông Dương. Trong vòng 20 năm, triều đình đã thực hiện được chiến lược phòng thủ mặt biển của Lý Hồng Chương, năm 1885, khi Hải quân Nha môn được thành lập, ông được bổ nhiệm làm thành viên quan trọng của cơ quan này. Trước Chiến tranh Thanh – Nhật năm 1894, Lý Hồng Chương có tổng duyệt hai hạm đội Bắc Dương và Nam Dương và thấy các chiến hạm trong tình trạng tốt. Tuy nhiên chỉ 4 tháng sau, khi họ đụng trận với Hải quân Nhật, chỉ trong vài tuần, hầu như Hạm đội Bắc Dương hoàn toàn bị đánh đắm.
Lý Hồng Chương thành lập Hải quân Học hiệu năm 1881. Một năm sau, ông thành lập Hải quân Cơ khí Học hiệu, trong đó dạy các môn mới như thiên văn, địa lý, vật lý, toán học, trắc địa và họa đồ. Năm 1885, ông thành lập Quân sự Học hiệu. Để khuyến khích sinh viên ghi tên học các trường này, ông còn xin vua cho họ đặc quyền khi thi các kỳ khảo hạch tại các tỉnh năm 1887.

## Giai thoại
Có một món ăn ở tỉnh Hợp Phì được đặt tên là món thập cẩm Lý Hồng Chương.
Tương truyền Lý Hồng Chương đi đến Nga tham gia điển lễ Nicolas II lên ngôi, cũng tiện đường sang Âu Mỹ, mỗi ngày đều ăn cơm Tây, rất không quen.
Sau khi đến châu Âu thì Lý Hồng Chương phân phó đầu bếp dùng những loại rau dưa địa phương và các loại thịt để làm thành một món thập cẩm theo kiểu chế biến trong nước. Món thập cẩm này được làm ra và rất ngon miệng, có thể nhắm rượu, cũng có thể dùng để ăn cơm, cũng không vì quá trình chiên xào nấu nướng rườm rà mà làm hoãn công vụ.
Lý Hồng Chương dứt khoát mỗi ngày đều ăn món này, đôi khi chiêu đãi người ngoài, sau khi dùng cơm xong thì bọn họ hỏi tên món ăn, Lý Hồng Chương thuận miệng nói đó là món thập cẩm.
Sau khi về nước thì Lý Hồng Chương thường cho người nhà làm món này, lại dùng nó để đãi khách, sau này món thập cẩm trên nổi tiếng cả Trung Hoa, món thập cẩm Lý Hồng Chương cũng trở thành một món ăn bản địa của Hợp Phì.

## Hoạt động ngoại giao
Với các cương vị như Bắc Dương đại thần, Tổng lý Nha môn đại thần, ông là người chịu trách nhiệm chính về chính sách đối ngoại của triều đình và đã thay mặt triều đình nhà Thanh ký điều ước Yên đài năm 1876 với nước Anh, điều đình với nước Pháp năm 1885 trong cuộc tranh chấp Trung - Pháp về vấn đề Bắc Kỳ, ký các điều ước quốc tế Thiên Tân 1885, Mã Quan 1895, Tân Sửu 1901, từ những điều ước này làm cho Trung Quốc mất dần chủ quyền kinh tế và lãnh thổ ngày càng lệ thuộc phương Tây, Đài Loan bị Nhật Bản chiếm đóng, phải bồi thường chiến phí hàng trăm triệu lạng bạc, các nước phương Tây được nhiều đặc quyền trong giao thương với Trung Quốc.
Khi làm Tổng đốc Lưỡng quảng ông còn chỉ huy quân phối hợp với các nước phương Tây trấn áp phong trào Nghĩa Hòa Đoàn. Từ Hi Thái Hậu lúc này vẫn ôm ấp hi vọng, chỉ cần chủ nghĩa đế quốc đồng ý duy trì quyền thống trị của triều đình nhà Thanh, đã ra lệnh cho Lý Hồng Chương phải cầu hòa bằng mọi giá. Cuối tháng 12, các cường quốc đã đưa ra "Nghị hòa đại cương" gồm 12 điều, và nhanh chóng được Từ Hi Thái Hậu chấp nhận. Ngày 7 tháng 9 năm 1901, Lý Hồng Chương cùng Khánh Thân vương Dịch Khuông đại thần Tổng lý Nha môn đại diện triều đình nhà Thanh cùng đại diện 11 nước Anh, Pháp, Nhật, Nga, Đức, Mỹ, Italia, Áo, Tây Ban Nha, Bỉ, Hà Lan đã ký bản "Hiệp ước Tân Sửu" mất quyền nhục nước. Ngoài ra ông còn tham gia ký kết các điều ước có liên quan đến Việt Nam trong Chiến tranh Pháp - Thanh.

## Đánh giá
Nhận xét sau của Lương Khải Siêu đủ cho ta thấy tài năng của Lý Hồng Chương: "Lý Hồng Chương dũng cảm hơn Tăng Quốc Phiên, nhẫn nại hơn Tả Tông Đường. Trương Chi Động vốn có thể so với Lý nhưng rốt cuộc lại không bằng Lý".
Tuy nhiên Lý Hồng Chương là một nhân vật gây nhiều tranh cãi, bởi ông sở hữu nhiều công lao, nhưng cũng gánh trên mình không ít tội.
Sau khi ông qua đời, Từ Hi Thái Hậu và Quang Tự Đế đã khóc rất nhiều. Ông được truy tặng hàm "Thái phó", tước "Nhất đẳng Túc Nghị Hầu", ban tên thụy "Văn Trung" và cho phép cháu nội Lý Quốc Kiệt thừa tập. Ngoài ra, triều đình còn cho lập 10 đền thờ thờ ông ở Bắc Kinh và các tỉnh ông từng giữ chức.